# Verwaltungsgemeinschaft Striegistal
Die Verwaltungsgemeinschaft Striegistal war eine Verwaltungsgemeinschaft im sächsischen Landkreis Mittweida. In ihr hatten sie die beiden Gemeinden Striegistal und Tiefenbach zur gemeinsamen Erledigung ihrer Verwaltungsgeschäfte zusammengeschlossen. Mit der Eingemeindung von Tiefenbach in die Gemeinde Striegistal zum 1. Juli 2008 wurde die Verwaltungsgemeinschaft aufgelöst. Die Verwaltungsgemeinschaft erstreckte sich über eine Fläche von 87,02 km². In ihr lebten 5555 Einwohner (Stand: 31. Dezember 2006). Sitz der Gebietskörperschaft war der Tiefenbacher Ortsteil Etzdorf. Letzter Verwaltungsvorsitzender war Armin Zill.

## Lage
Das Gebiet der ehemaligen Verwaltungsgemeinschaft liegt im Nordosten des Landkreises, etwa 17 km nordwestlich von Freiberg und zirka 10 km östlich der Kreisstadt Mittweida. Landschaftlich es befindet sich östlich und westlich des Tales der Großen Striegis im Erzgebirgsvorland. Die Bundesstraße 169 führt im Westen des Gemeinschaftsgebietes durch den Striegistaler Ortsteil Arnsdorf. Es ist auch über die südlich der Gemeinde verlaufende Bundesautobahn 4 Anschluss Berbersdorf zu erreichen. Die Bahnstrecke Riesa–Chemnitz führt durch das Gemeinschaftsgebiet.

## Die Gemeinden mit ihren Ortsteilen
- Striegistal mit den Ortsteilen Berbersdorf, Goßberg, Kaltofen, Mobendorf, Pappendorf und Schmalbach
- Tiefenbach mit den Ortsteilen Arnsdorf, Böhrigen, Dittersdorf, Etzdorf, Gersdorf, Kummersheim, Marbach und Naundorf